# Mikrobefehl
Der Mikrobefehl (auch Micro-op, µ-op, µ-Operation) ist eine elementare Anweisung zur Steuerung eines Prozessors.
- Bei einem Prozessor mit CISC-Architektur sind Mikrobefehle Prozessor-interne Steuercodes im Mikroprogrammsteuerwerk; sie steuern und verschalten die verschiedenen Arbeitseinheiten (z. B. das Rechenwerk) im CPU-Kern und verschalten sie mit anderen Prozessorkomponenten, z. B. den Registern. Mehrere Mikrobefehle werden zu einem Mikrocodebefehlssatz zusammengefasst, der umgangssprachlich als Mikrocode eines Mikroprogrammsteuerwerks bezeichnet wird. Mitunter können einige Mikrobefehle direkt von außen angegeben werden; sie sind dann RISC-ähnliche Maschinenbefehle.
- Bei einem Prozessor mit RISC-Architektur existiert kein Mikroprogrammsteuerwerk – die Maschinenbefehle werden direkt (oder mithilfe einer minimalen kombinatorischen Schaltung) für die interne Verschaltung der Prozessorkomponenten verwendet. Hier fallen somit µ-Op und Maschinencode zusammen.

Im weiteren Artikel wird einzig auf den Mikrocode des Mikroprogrammsteuerwerks eines CISC-Prozessors eingegangen.

## Funktionsweise

Schema

Durch eine inhärent codierte Adressierungsvorschrift in einem Teil des Mikrobefehls wird auf den nächsten zu verarbeitenden Mikrobefehl innerhalb eines adressierbaren Mikrobefehlssatzes verwiesen, so dass strukturierte Abläufe in sich wiederholenden Mikrobefehlssequenzen programmiert werden können. Auf diese Weise ist es möglich, den komplexen Befehlsumfang eines CISC-Prozessors (CISC, englisch Complex Instruction Set Computer) als Mikrobefehlssequenz darzustellen. Der Mikrobefehlssatz kann somit als Firmware des Mikroprogrammsteuerwerks verstanden werden. Der Mikrocode eines integrierten Rechenwerks befindet sich in einem abgetrennten Speicherbereich mit kurzer Zugriffszeit. Der Mikrocode fungiert als niedrigstes Steuerprogramm, programmiert in der Sprache der Mikrobefehle, um Maschinenbefehle in eine Reihe von Schaltoperationsanweisungen zu übersetzen.
Der Mikrobefehl besteht aus einer Aneinanderreihung von Bits, die bei der Abarbeitung innerhalb eines Mikrocodebefehlszyklus die Steuerung im Mikrocodeprogrammsteuer- und Rechenwerk bewirken. Dabei kann jedes einzelne Bit als diskrete Schaltanweisung (Pikobefehl) verstanden werden, die eine Schaltaktivität je nach Bit-Wert einleitet oder unterbindet. Alternativ können mehrere nicht unabhängige Bits in Bitfelder gruppiert als codierte Binärzahl (Nanocode) aufgefasst werden. Deren Bitkombination kann unter Umständen Multiplexer-Schaltungen dazu anweisen, zugeordnete Steuer- oder Rechenschaltungen (Nanoprogramm) zu aktivieren.
Ein Mikrobefehl(-santeil) wird als „horizontal mikrobefehlscodiert“ bezeichnet, wenn die Ausführung des Befehlsanteils mit unabhängiger Einzelbit-Steuermöglichkeit innerhalb eines Abarbeitungstakts erfolgt. In diesem Fall ist der Zustandsübergang des Rechenautomaten unabhängig von der Ausführungsreihenfolge der Schaltanweisungen innerhalb eines Mikrobefehls.
Ein Mikrobefehl(-santeil) wird als „vertikal mikrobefehlscodiert“ bezeichnet, wenn die Ausführung des Befehlsanteils aufgrund einer abhängigen Einzelbit-Steuermöglichkeit in Zwischentakten erfolgt (Nanoprogramm). Auf diese Weise kann eine zeitliche Abfolge von ineinandergreifenden Einzelbit-Steuerungen ausgenutzt oder eine Auswertung einer bitgruppierungsabhängigen Steuerung ermöglicht werden. In diesem Fall ist der Zustandsübergang des Rechenautomaten abhängig von der Ausführungsreihenfolge der Schaltanweisungen innerhalb eines Mikrobefehls.
Besteht ein Mikrobefehl aus horizontal wie auch vertikal codierten Anteilen, so bezeichnet man diesen auch als „diagonal mikrobefehlscodiert“.
Ein Mikrobefehlszyklus kann in mehrere Phasen unterteilt sein, in denen horizontal und vertikal mikrobefehlscodierte Steuerungsanweisungen gleichzeitig aktiv sind. Ist der Mikrocode-Speicherbereich veränderbar, so kann ein Mikrocode-Programm (auch Mikroprogramm) nachträglich verändert und geladen werden, um Hardware-Funktionalitäten anzupassen, zu korrigieren oder zu optimieren.
Ein aus Mikrobefehlen (englisch Micro Instructions) in Binärcode zusammengestelltes Mikroprogramm wird als Mikrocode bezeichnet. Das Vorgehen bei der Programmierung im Sinne der Zusammenstellung der Mikrobefehle zu einem Mikroprogramm wird als Mikroprogrammierung bezeichnet, die unmittelbare Erstellung eines Steuerprogramms in Binärcode als Mikrocodierung. Gegebenenfalls werden Programmierwerkzeuge verwendet, die als Mikroassembler bezeichnet werden. Mit diesen Hilfsmitteln ist es möglich, auf übersichtliche Weise Mikrobefehlssequenzen zu verwalten und diese in Binärcode zu übersetzen. Die Bedeutung der Mikrobefehle für die Steuerung einer virtuellen Recheneinheit wird mit dem Mikrocodesimulator MikroSim auf didaktische Weise vermittelt.